# Suicide Commando
Suicide Commando is een Belgische band van Johan van Roy. Oorspronkelijk was de stijl van deze band electro-industrial, maar aan het einde van de jaren 90 ging het steeds meer richting EBM.

## Geschiedenis
Suicide Commando werd in 1986 opgericht door Johan van Roy, die nog steeds bij de band zit. Bij liveoptredens ondersteunen vaak gastmuzikanten. Vooral Gert Haelevoet van Frames a Second, David Kirvel van Pierrepoint of zijn ex-vriendin Tanja Richter. Tot aan het debuutalbum uit 1994 werden in de eerste jaren alle publicaties alleen op compactcassettes uitgebracht. Pas in het jaar 1995 verscheen met het nummer See You in Hell van het album Stored Images de eerste grote hit in de Electro en gothic-scene. Daarna was het nummer ook op meerdere compilaties te vinden was en brak Suicide Commando echt door. In totaal werden 5 volledige albums uitgebracht, naast dat de albums uit de eerste jaren alsnog werden uitgebracht. In 2006 is het album genaamd Bind, torture, kill uitgebracht. In 2010 is  Implements of Hell uitgegeven. Deze nieuwe cd wordt gevolgd door een uitgebreide tour. 
Van 1994 tot 1999 was Suicide Commando aangesloten bij het label Off-Beat, daarna bij het nieuwe opgerichte label Dependent.

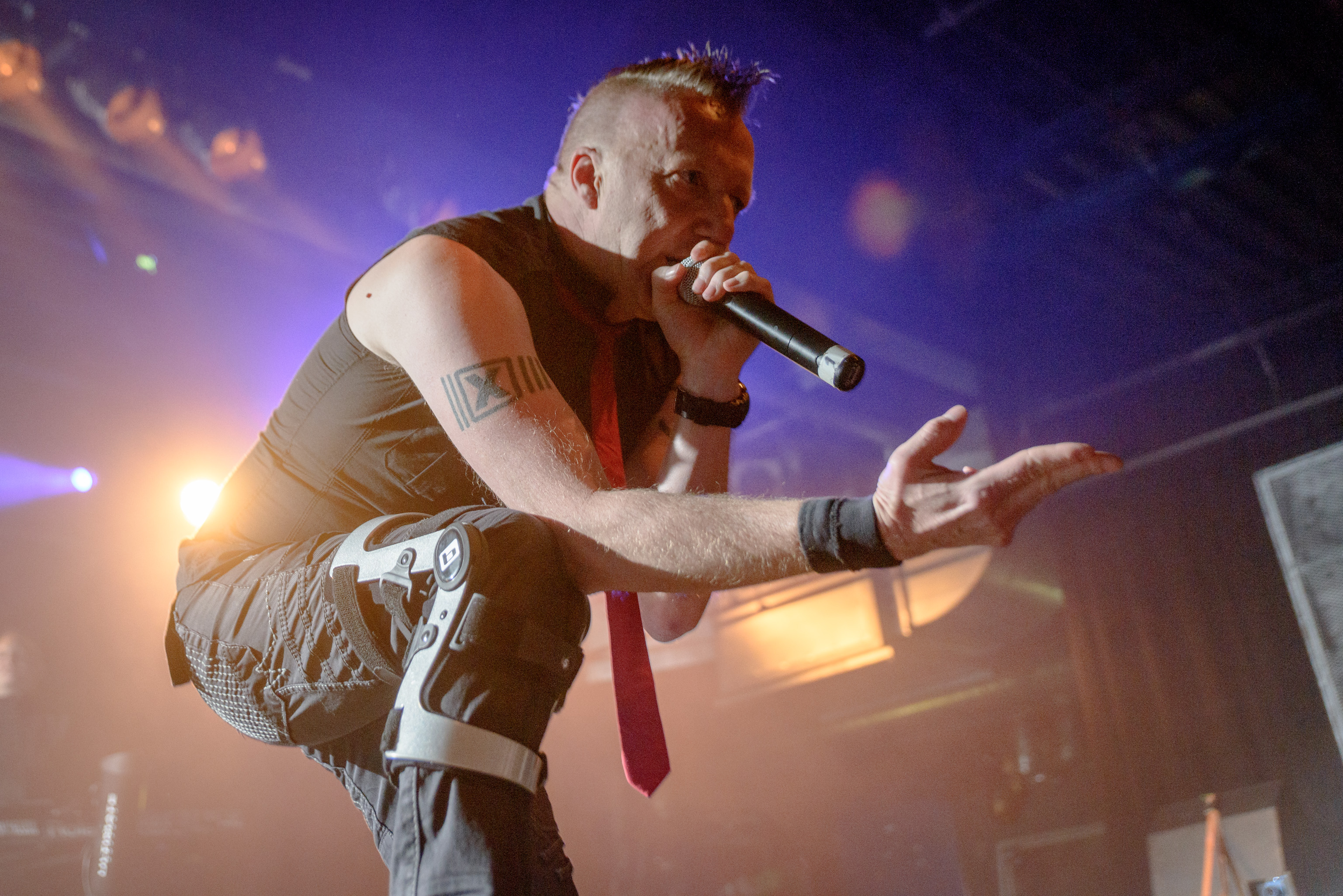
2015

## Discografie
| Tapes | Cd's |
| --- | --- |
| Mindstripper 2019 - Suicide Commando 1988 - This is Hate 1989 - Industrial Rape I 1990 - Trap 1990 - To to Hell 1990 - Into the Grave 1991 - Industrial Rape II 1991 - Black Flowers 1992 - Electro Convulsion Therapy 1993 | - Critical Stage 1994 - Stored Images 1995 - Contamination 1996 (MCD, heruitgaven) - Construct-Destruct 1998 - Chromdioxyde 1999 (heruitgaven alleen op tape verkrijgbaar) - Mindstrip 2000 - Anthology 2002 (hoogtepunten) - Axis of Evil 2003 - Bind, torture, kill 2006 - X20 (hoogtepunten) cd-box 2007 - Implements of Hell 2010 - Forest of the impaled 2017 - Goddestruktor 2022 |